# Iván Guerrero Mena
Iván Eduardo Guerrero Mena (8 de abril de 1975) es un periodista, presentador de televisión y locutor de radio chileno. Se hizo mayormente conocido por ser notero y posteriormente uno de los conductores del programa Caiga quien caiga (CQC).

## Biografía
Es hijo del exárbitro de fútbol Iván Guerrero Levancini. 
Estudió periodismo en la Universidad Finis Terrae. Su primer trabajo en televisión fue como guionista de una sección del programa Chile Tuday. Allí conoció al presentador Nicolás Larraín, quien lo invitó a participar en la versión chilena del programa argentino CQC, donde comenzó como notero. Luego pasó a ser el conductor del programa desde la temporada 2006 hasta la temporada 2010, junto a Larraín y Gonzalo Feito.
También trabajó en Radio Horizonte en los programas Todos contra el muro (2004-2008), junto a Carolina Urrejola y después con Carolina Pulido y La venganza del pudú, este último junto a Juan Carlos Fau y Werne Núñez. Antes del cierre de la estación, el programa se cambió a Radio Zero en marzo de 2013 bajo el nombre de Un país generoso donde estuvo hasta enero de 2018. Desde marzo de 2018, fue parte de Pauta FM hasta el 31 de diciembre del mismo año, ya que anunció su regreso a Radio Zero en 2019, estando hasta el cierre de la estación en enero de 2020.
Posteriormente condujo Circo Romano (2012) en UCV-TV. En 2013 fue considerado para el proyecto del nuevo canal televisivo 3TV, propiedad de Copesa (mismos dueños de Radio Zero), el cual terminaría siendo cancelado.
Desde 2018 hasta 2020 condujo el programa Cadena nacional, emitido por el canal de televisión por cable Vía X.
Posteriormente retomó Un país generoso con Werne Núñez, el cual se emitió en las radios Oasis durante 2020 y Rock & Pop desde 2021 hasta 2024.
En 2020 se une al retorno de Caiga quien caiga, programa que se emite vía internet.
En 2021 fue conductor del programa político Sin filtros en Vive y en 2022 del reality show La nueva voz del gol por TNT Sports.
Desde el 5 de agosto de 2024 conduce el programa La comunidad contrataca en Radio Concierto.